# 亚古·萨贾·佩雷斯
亚古·萨贾·佩雷斯·瓦坦贝尔（  Guartambel，1969年2月26日—），厄瓜多尔庚热里族土著民权活动家、政治人物。亚古·萨贾原西班牙语名“卡洛斯”（Carlos），现在全部语言中均以克丘亚语名行（亚古·萨贾意为“水木”）。曾为帕查库蒂克多民族团结运动成员。亚古于2021年参选总统第一轮以0.35%的差距险败（当时分析认为如进入第二轮极有可能被弃保成总统）后，在帕查库蒂克多民族团结运动、人民团结与厄瓜多尔社会党等的支持下于2023年再次参选总统，惨败。
亚古是环保主义政治人物，即反对莱宁·莫雷诺以降的右翼新自由主义，亦反对拉斐尔·科雷亚时期左翼政府开发土著地区的矿产。比利亚维森西奥遇刺后，亚古已暂停造势活动。。